# 固体分散物
固体分散体（英語：solid dispersion）系指难溶性药物以分子、胶体状态、微晶或无定型状态分散在另一种水溶性材料中，或分散在难溶性、肠溶性材料中呈固体状态。
难溶性药物的生物利用度往往不高，而药物的吸收速率又取决于溶出速率，溶出速度随分散度的提高而提高，固体分散体中的载体多为水溶性，故制成固体分散体后可以明显改善难溶性药物的生物利用度。

## 载体
载体材料的性质对固体分散体的性质有很大影响，载体材料应该具有无毒、无致癌性、不影响药物稳定性、不与药物发生化学变化、不影响药物的药效与含量监测等基本性质。
常用的固体分散体载体材料可以分为三大类：水溶性载体材料，包括聚乙二醇(PEG)、聚维酮(PVP)、表面活性剂、有机酸、糖与醇等；难溶性载体材料，包括纤维素、聚丙烯酸树脂等；肠溶性载体材料，包括纤维素类和聚丙烯酸树脂类。

## 制备
固体分散体的制备常用的方法有熔融法、溶剂法、溶剂-熔融法、溶剂喷雾冷冻干燥法、研磨法等。
- 熔融法系指将药物与载体材料混合熔融后迅速冷却成固体，再将该固体在一定温度下放置使成为易碎物，例如滴丸，该法适合对热稳定的药物和难溶于有机溶剂、熔点低的载体材料如PEG、枸橼酸、糖等
- 溶剂法亦称为共沉淀法，系指将药物和载体共溶于有机溶剂中挥干溶剂，使药物与载体材料同时析出，经干燥即得到药物与载体材料混合成的固体分散体，该法适合于易挥发、热不稳定、易溶于有机溶剂的药物和载体材料。